# Муничипио (Милано)
Муничипио је насеље у Италији у округу Милано, региону Ломбардија.
Према процени из 2011. у насељу је живело 208 становника. Насеље се налази на надморској висини од 91 м.